# 桂娄部
桂婁部，高句麗五部之一，是高句麗王族，又稱黃部、內部。源出北扶餘。名稱來源是高句麗的字根句驪，溝樓，有城池的意思。
桂婁部原居地是圖門江流域。在高句麗建國前有高句麗族，沸流國的消奴部是高句麗族領袖，後朱蒙來到卒本扶餘，娶召西奴，把卒本變強，與沸流國王松讓戰，征服沸流國，封他多勿侯，領沸流部（又名消奴部）。高句麗族的領導也由桂婁部接手。高句麗也正式立國。
桂婁部世代與椽那部(又名絶奴部)通婚。桂婁部是在大武神王時代成為高句麗統治階層。

## 資料來源
高句麗史研究 盧泰敦